# Club Penguin
A Club Penguin egy MMO volt, mely egy virtuális világban létezett, több más online játék és tevékenység mellett. A New Horizon Interactive (ma ismert nevén a Disney Canada Inc.) készítette. A játékosok rajzolt pingvin avatarokat használtak, és egy téli háttérben játszottak. A béta-tesztelés után a 'Club Penguin 2005. október 24-én vált elérhetővé a nyilvánosság számára, és 2007 végére akkora online közösséggé nőtte ki magát. Hogy több mint 30 millió felhasználói fiókot tartottak számon rajta. 2013 júliusban a Club Penguinen már több mint 200 millió regisztrált fiók volt.
Bár ingyenes tagságra is volt lehetőség, a bevétel jelentős része a fizetős tagságból folyt be. Ezért cserébe a felhasználók számos további tulajdonsághoz férhetnek hozzá. Ilyen, hogy virtuális ruhát, bútort vagy akár „puffles” nevű, játékon belüli kiskedvencet vegyenek. A Club Penguin sikerén felbuzdulva a New Horizont a the Walt Disney Company 2007. augusztusban 350 millió dollárért felvásárolta, amin felül bónuszként 2009-ig további 350 millió dollárt fizetett ki.
A játékot 6–14 év közötti gyerekeknek fejlesztették, de minden korosztály játszhatott vele. Így nagy fókuszt helyeztek a gyermekek biztonságára, és sok, ezt támogató részt fejlesztettek bele. Ezek közé tartozik az "Ultimate Safe Chat" mód, ahol a felhasználók egy menüből választhatják ki az üzenetüket: szószűrővel szűrik ki a káromkodásokat és a személyes adatok kiadását,  a játékot pedig moderátorok felügyelték.
2017. január 30-án bejelentették, hogy 2017. március 29-én befejezik a játék üzemeltetését. A Club Penguin a szervereit 2017. március 30-án PDT szerint 12:00-kor leállította. Helyét a  Club Penguin Island nevű utódja vette át, mely a következő évben szintén megszűnt. Leállítása óta számos magán szerveren SWF fájlokkal ismét elérhetővé tették. Sok magánszervert a Walt Disney 2020. május 13-i kérelmére válaszul 2020. május 15-én lekapcsoltak.

## Története

### Elődök (2000–2004)
A Club Penguin alapjai egy Flash 4 web-alapú, Snow Blasters nevű játékban találhatóak meg, melyet szabadidejében Lance Priebe fejlesztett ki 2000. júliusban. Priebe figyelmét azért keltették fel a pingvinek, mert az íróasztalán folyamatosan ott voltak a Far Side szereplői. A projektet soha nem fejezték be, ehelyett átalakult Experimental Penguins-re. Az Experimental Penguins  a Priebe-t alkalmazó, Kanadában, Brit Columbiában, Kelownában bejegyzett, online játékok fejlesztésével foglalkozó Rocketsnail Games-en keresztül jelent meg 2000. júliusban. Ez azonban a következő évben lekerült az internetről. Ez inspirálta a Penguin Chat (más néven Penguin Chat 1) megjelenését, melyre nem sokkal az Experimental Penguins eltűnése után került sor. A 2003 januárban megjelent Penguin Football Chat (más néven Penguin Chat 2) volt a második próbálkozás egy pingvines alapú MMORPG kifejlesztésére, mely FLASH 5 alatt ugyanazokat az interface.eket használta, mint korábban az Experimental Penguins. Ezt több kisebb játék követett, melyek közül az első címe Ballistic Biscuit volt, ami később bekerült az Experimental Penguins majd a Club Penguin Hydro Hopper részébe is. A RocketSnails Games Mancala Classic játéka Mancala címen volt elérhető.
Lance Priebe munkatársaival, Lane Merrifielddel és Dave Kryskóval állt neki a Club Penguin koncepció kialakításának, de a trió sikertelenül próbált valami olyat találni, „aminek van társadalmi összetevője is, de ugyanakkor biztonságos is, és nem csak úgy marketingelik, hogy biztonságos”. Dave Krysko lényegében egy biztonságos közösségi hálót akart létrehozni a gyerekinek, amit hirdetések nélkül tudnának használni. 2003-ban Merrifield és Priebe azzal az ötlettel keresték fel a főnöküket, hogy az új termék fejlesztésére hozzanak létre egy új vállalatot. Az így létrejött cég neve lett a New Horizon Interactive.

### Kezdeti évek (2004–2007)
2004-ben tovább dolgoztak az ötleten, és a csapat 2005 nyarán állt elő egy névötlettel. A fejlesztők az előző, Penguin Chat 2 – még mindig online elérhető  – projektet használták ugródeszkául a tervezéskor, miközben az Experimental Penguinsből is jó néhány ötletet átvettek. A Penguin Chat harmadik változatát 2005 áprilisban adták ki, és ebben tesztelték a Penguin Chat 4 (későbbi nevén Club Penguin) klienseit és szerveit. A Penguin Chat 3 változatai közé tartoztak többek között: Crab Chat, Chibi Friends Chat, Goat Chat, Ultra-Chat, and TV Chat. A Penguin Chat felhasználóit meghívták a Club Penguin béta tesztjére. Az eredeti tervek szerint a Club Penguint 2010-ben jelentették volna meg, de mivel a csapat a projekt gyorsítása mellett döntött, így az első változat 2005. október 24-én éles üzembe ment. Ezt megelőzően a Penguin Chat szervereit 2005. augusztusban zárták le. Míg a Penguin Chat  ElectroServert használt, addig a Club Penguin SmartFoxServert használt. A fejlesztők saját forrásból, saját hitelkártyájuk terhére finanszírozták a fejlesztés költségeit, és így 100 százalékban ők lettek a tulajdonosok. A Club Penguinnek indulásakor 15 ezer felhasználója volt, de ez a szám márciusra 1,4 millióra, szeptemberre pedig 2,6 millióra emelkedett. Mikorra a Club Penguin két éves lett, a felhasználók száma annak ellenére elérte a 3,6 milliót, hogy a cégnek nem volt marketing költségvetése. Először a játékot 2006 októberben említették a The New York Times-ban. A következő évben a cég szóvivője, Karen Mason így magyarázta: „Mi a gyerekeknek olyan tevékenységekre biztosítunk gyakorlóterepet, amiket a jövőben már nem csinálnának."

## Club Penguin Online-botrányok (2018-2020)
2018-ban egy nigériai származású angol pedofil, aki csak Riley néven ismert, 2018-ban megalapította a Club Penguin Online-t.
https://www.youtube.com/watch?v=FzZe-8wE9oM - Riley exposed
https://www.youtube.com/watch?v=7bO-CWUoZNo&t=1s - Több bizonyíték Rileyról
Joe Tidy, a BBC online riportere https://twitter.com/joetidy/status/1261346638880215041
https://variety.com/2020/digital/news/club-penguin-shutdown-disney-copyright-arrest-child-porn-1234608046/ A CPO megszűnt, Rileyt letartóztatta a londoni rendőrség